# Kreva (zenész)
Kreva, születési nevén Hatakejama Takasi (畠山 貴志; Hepburn: Hatakeyama Takashi; 1976. június 18.–) japán zenész, rapper és zenei producer, a Kick the Can Crew tagja. Háromszor nyerte meg a B-Boy Park hiphopfesztivál MC-párbaját. Két legsikeresebb albuma a 2006-ban megjelent Ai dzsibunhaku (愛・自分博), mely vezette az Oricon heti listáját, valamint a 2011-ben megjelent Go, mely 2. helyezett volt.

## Diszkográfia
- Sindzsin Kreva (新人クレバ?) (2004)
- Ai dzsibunhaku (愛・自分博?) (2006)
- Jorosiku onegaisimaszu (よろしくお願いします?) (2007)
- Sinzó (心臓?) (2009)
- Go (2011)
- Space (2013)
- Uszo to bonnó (嘘と煩悩?) (2017)